# Dümmer, Hohe Sieben und Ochsenmoor
Dümmer, Hohe Sieben und Ochsenmoor ist ein Naturschutzgebiet in den niedersächsischen Gemeinden Hüde, Marl, Stemshorn und Lembruch im Landkreis Diepholz, in der Stadt Damme im Landkreis Vechta und in der Gemeinde Bohmte im Landkreis Osnabrück.

## Allgemeines
Das Naturschutzgebiet mit dem Kennzeichen NSG HA 251 ist circa 1822 Hektar groß. Es ist vollständig Bestandteil des 2965 Hektar großen FFH-Gebietes „Dümmer“ und des circa 4760 Hektar großen EU-Vogelschutzgebietes „Dümmer“. Im Norden grenzt es an das Naturschutzgebiet „Huntebruch und Huntebruchwiesen“ sowie im Norden und Westen an das Naturschutzgebiet „Westliche Dümmerniederung“. Ansonsten grenzt es im Bereich des Dümmer an das Landschaftsschutzgebiet „Dümmer“ ebenso wie zu einem großen Teil auch die Teilfläche „Hohe Sieben“ zwischen Lembruch und Hüde. Südlich von Hüde grenzt das Naturschutzgebiet teilweise an das Landschaftsschutzgebiet „Ochsenbruch“ wie auch am Schäferhof im Südwesten des Naturschutzgebietes. In dem Naturschutzgebiet gingen die bisherigen Naturschutzgebiete „Dümmer“, „Ochsenmoor“ und „Hohe Sieben“ sowie Teile des Landschaftsschutzgebietes „Dümmer“ auf. Das Gebiet steht seit dem 16. August 2019 unter Naturschutz. Zuständige untere Naturschutzbehörden sind die Landkreise Diepholz, Vechta und Osnabrück.

## Beschreibung
Das Naturschutzgebiet liegt südlich von Diepholz und östlich von Damme. Es stellt einen Teil des Dümmers mit seinen Uferbereichen und daran angrenzende Niederungsbereiche im Westen und Süden des Dümmers sowie die Huntemündung, Verlandungszonen und hinter dem Deich des Dümmers liegende Bereiche bei Hürl sowie große Teile des Ochsenmoores, einem Niedermoorbereich, unter Schutz. Der Bereich des Sportboothafens bei Dümmerlohhausen ist aus dem Geltungsbereich des Naturschutzgebietes ausgenommen.
Der Dümmer ist im Bereich des Naturschutzgebietes von unterschiedlich breiten Verlandungszonen mit Röhrichten und Seggenrieden sowie Bruchwald, Feuchtgebüschen und Hochstaudenfluren umgeben. Den Verlandungszonen sind Zonen mit Schwimmblatt- und Unterwasservegetation vorgelagert. Der hinter dem Deich liegende Teil der Hohen Sieben bei Hürl wird ganzjährig vernässt, um feuchte Lebensräume mit Röhrichten und Seggenrieden sowie Resten von Bruchwäldern zu erhalten.
Das Ochsenmoor wird großflächig von extensiv als Wiesen und Weiden bewirtschaftetem Grünland geprägt. Das Grünland ist vielfach vernässt. Hier siedeln vielfach Seggenriede. Weiterhin kommen Hochstaudenfluren und kleinflächige Erlenbruchwälder vor. Stellenweise sind Kleingewässer zu finden.
Das Gebiet ist Lebensraum einer artenreichen Flora und Fauna. Der Dümmer beherbergt verschiedene Fischarten, u. a. kommen Schlammpeitzger und Steinbeißer vor, und ist Lebensraum für Wasservögel wie Höckerschwan, Schnatterente, Reiherente, Brandgans, Schwarzhalstaucher, Wasserralle, Blässhuhn und Tüpfelsumpfhuhn. Auch Fischadler und Fischotter sind im Gebiet heimisch.

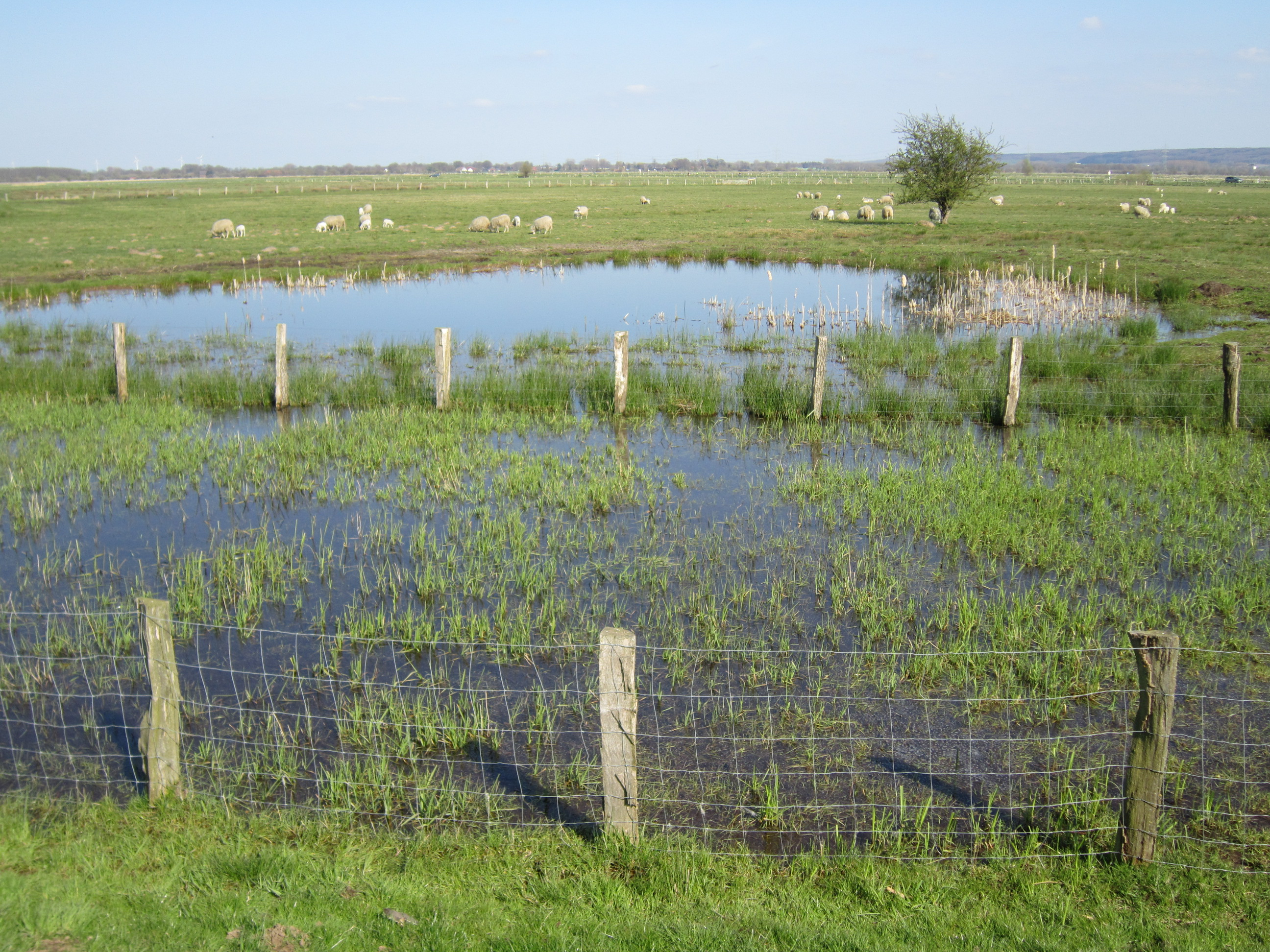
Ochsenmoor

Das Ochsenmoor bildet zusammen mit der westlichen Dümmerniederung einen der größten zusammenhängenden Feuchtgrünlandbereiche Nordwestdeutschlands. Es ist Lebensraum verschiedener Wat- und Wiesenvögel und bedeutendes Rastgebiet für Wasser- und Watvögel, darunter Gänse, Enten und Säger.
Im Ochsenmoor ist Lebensraum u. a. für die Watvögel Kiebitz, Uferschnepfe, Bekassine, Rotschenkel und Großer Brachvogel. Weiterhin kommen im Naturschutzgebiet u. a. Wachtel, Wachtelkönig, Sumpfohreule und Trauerseeschwalbe sowie Rohrweihe, Rohrdommel, Neuntöter, Nachtigall, Pirol, Blaukehlchen, Braunkehlchen, Drosselrohrsänger, Schilfrohrsänger, Sumpfrohrsänger, Teichrohrsänger, Rohrschwirl, Feldschwirl, Dorngrasmücke und Schafstelze vor. Das Gebiet ist auch Lebensraum des Weißstorchs.
Als Gastvögel kommen im Naturschutzgebiet u. a. Kormoran, Waldsaat-, Bläss- und Graugans, Zwerg- und Singschwan, Pfeif-, Krick-, Spieß-, Knäk-, Löffel-, Tafel-, Schell- und Kolbenente, Gänse- und Zwergsäger und Rothalstaucher vor.
Auf mäßig feuchten Standorten siedeln u. a. Gewöhnliches Ruchgras, Wiesenschaumkraut und Scharfer Hahnenfuß. Hochstaudenfluren werden u. a. von Echtem Mädesüd, Wasserdost und Gelbe Wiesenraute gebildet. Auf vermoorten Flächen insbesondere in den Verlandungszonen des Dümmers und staunassen Bereichen in der Hohen Sieben siedeln Schmalblättriges Wollgras, Sumpfblutauge und verschiedene Torfmoose. Eine Besonderheit ist das Vorkommen des Kriechenden Selleries im Bereich des Ochsenmoores.
Dümmer und Stillgewässer im Naturschutzgebiet beherbergen unter anderem Gelbe Teichrose, Laichkräuter wie Glänzendes Laichkraut, Durchwachsenes Laichkraut, Stachelspitziges Laichkraut und Haarblättriges Laichkraut sowie Froschbiss und Gewöhnlichen Wasserschlauch.

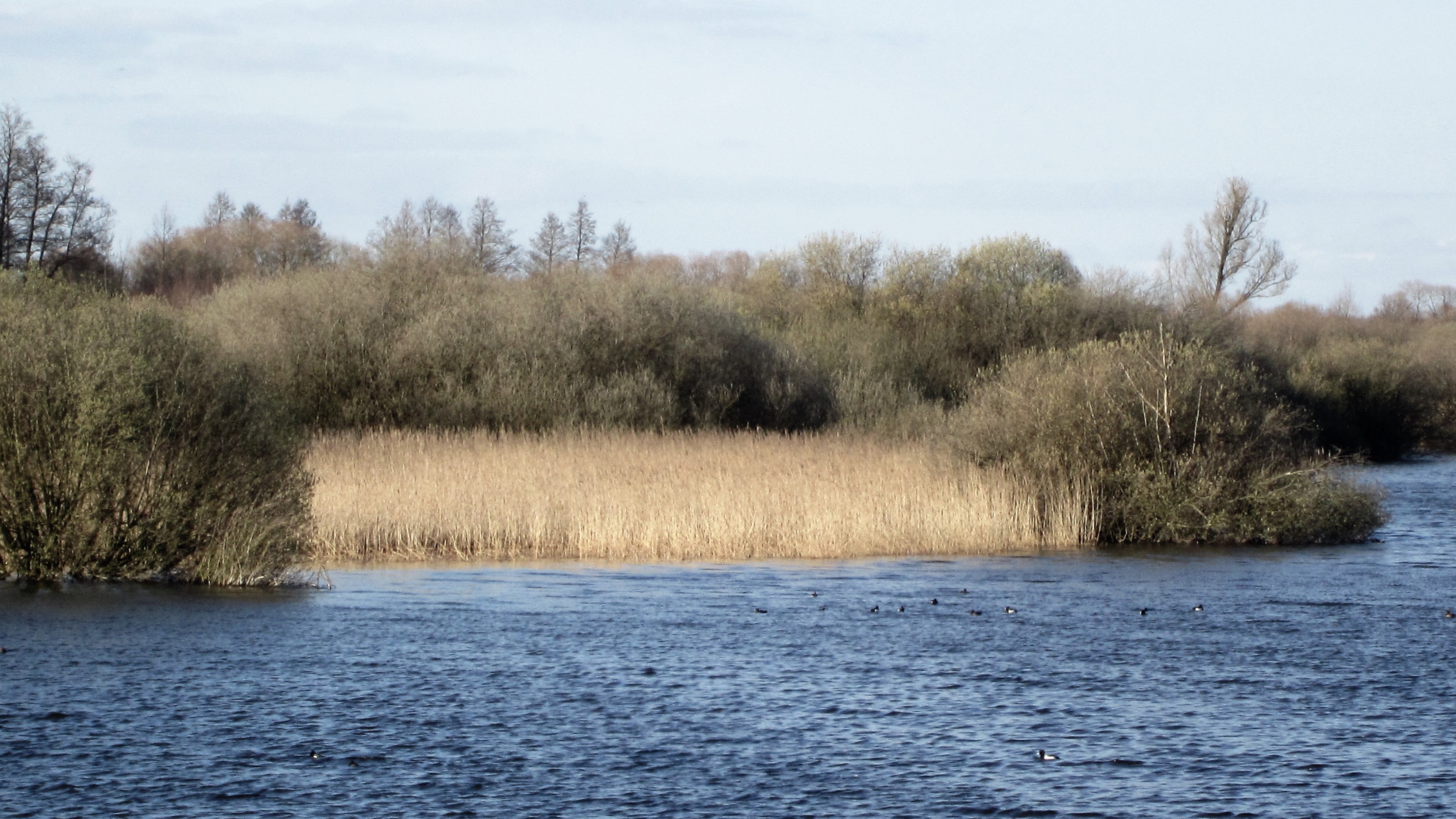
Blick vom Aussichtsturm beim Olgahafen in Richtung Norden

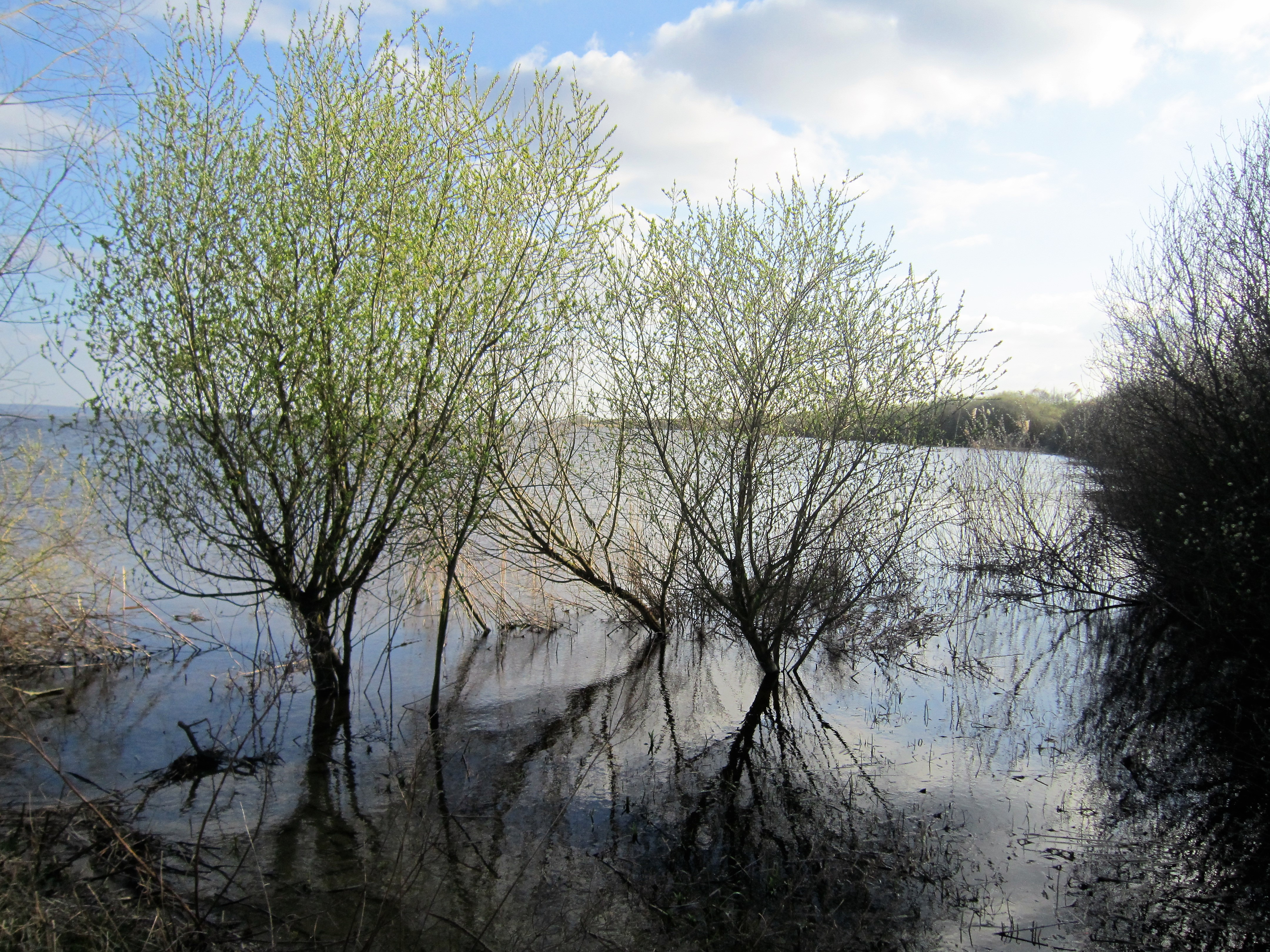
Blick von einem Bootssteg am Westufer in Richtung Süden

Das Naturschutzgebiet kann vom Deich um den Dümmer sowie von mehreren Beobachtungstürmen und Stegen in den Dümmer aus erlebt werden. Beobachtungstürme stehen am Nord-, Ost-, Süd- und Westufer des Dümmers sowie ein weiterer im Nordosten des Ochsenmoores. Im Nordosten des Ochsenmoores befindet sich ein Naturerlebnispfad, der am Beobachtungsturm im Ochsenmoor vorbeiführt. Hier befindet sich auch eine vom Niedersächsischen Landesbetrieb für Wasserwirtschaft, Küsten- und Naturschutz betriebene Naturschutzstation. Außerdem führen einige Wege durch das Ochsenmoor.